# جامعة خيرسون التقنية الوطنية
جامعة خيرسون التقنية الوطنية مؤسسة تعليم عالي أوكرانية، (بالأوكرانية: Херсонський національний технічний університет) هي جامعة تقع في خيرسون أوبلاست، أوكرانيا. أُسِّسَت هذه الجامعة في سنة 1959.